# Keve Hjelm
Karl Evert Hjelm (født 23. juni 1922, død 3. februar 2004) var en svensk skuespiller og instruktør. Han medvirkede i omkring 70 film mellem 1943 og 2004. Ved den allerførste Guldbagge-uddeling i 1964 vandt han prisen for bedste mandlige hovedrolle i Ravnekvarteret (1963).

## Udvalgt filmografi
- Spøg og spøgeri (1943, ukrediteret)
- De stærke hænder (1946, ukrediteret)
- Husmandstøsen (1947)
- Jorden drager (1948)
- Gaden (1949)
- Pigen og hyacinten (1950)
- Den skønne Helene på eventyr (1951)
- En lektion i kærlighed (1954, ukrediteret)
- Nattens børn (1956, ukrediteret)
- Det sker i nat (1957)
- Vi på Väddö (1958)
- Skal vi lege skjul? (1963)
- Ravnekvarteret (1963)
- Kärlek 66 (1965)
- Natteleg (1966)
- Livet er dødskønt (1967)
- Roseanna (1967)
- Pigen Fanny (1968)
- Som nat og dag (1969)
- Luksustøsen (1970)
- Ungkarlshotellet (1975)
- Hello baby (1976)
- Bluff stop (1977)
- Blomstrende tider (1980)
- Rainfox (1984)
- Hud (1986)
- Fordringsägare (1988, også instruktør)
- 1939 (1989)
- Den gode vilje (1992)
- Happy Days (kortfilm, 1995)
- Istider (kortfilm, 1996)
- Dykkeren (2000)
- Den 5. kvinde (tv-serie, 2002)
- Blodsbrødre (2005)